# Stříbrný kalich
Stříbrný kalich (v anglickém originále The Silver Chalice) je americký výpravný historický film z roku 1954, který natočil režisér a producent Victor Saville podle stejnojmenného románu Thomase B. Costaina z roku 1952. Byl to jeden z posledních Savillových filmů a také celovečerní debut Paula Newmana. Přestože byl za svůj výkon nominován na Zlatý glóbus, Newman jej později označil za „nejhorší film vyrobený v 50. letech“.
Film se vyznačoval neobvyklými poloabstraktními kulisami a dekoracemi, které vytvořil scénograf Rolfe Gerard, čímž se nápadně odchýlil od tehdejší běžné praxe hollywoodských biblických eposů. Hudba Franze Waxmana byla na 27. ročníku Oscarů nominována na nejlepší původní hudbu.

## Děj
Řecký řemeslník z Antiochie je pověřen odlitím Kristova kalicha ze stříbra a vytesáním tváří učedníků a samotného Ježíše po jeho obvodu. Cestuje do Jeruzaléma a nakonec do Říma, aby úkol dokončil. Mezitím se jeden zlotřilý vetřelec snaží přesvědčit davy, že je novým Mesiášem, a to pouze pomocí laciných salónních triků.